# 执政官：光明与黑暗
《执政官：光明与黑暗》是美國Free Fall Associates開發的電子圖版遊戲，於1983年發行於雅達利8位元電腦，是藝電最早發行的五款遊戲之一。遊戲借鑒了國際象棋，但吃子時要和像街機遊戲一樣格鬥決勝，而非直接吃掉對方棋子。在己方色格的棋子實力會增強。